# Maria Canals Barrera
Maria Canals Barrera (ur. 28 września 1966 w Miami) – amerykańska aktorka pochodzenia kubańskiego.

## Życiorys
Wystąpiła w serialu Key West. W filmie Camp Rock oraz Camp Rock 2: Wielki finał grała Connie Torres, mamę Mitchie. W serialu Czarodzieje z Waverly Place gra Theresę Russo, mamę Alex, Justina i Maxa oraz żonę Jerry'ego.
Aktorka ma męża, który nazywa się David Barrera. Wystąpił on gościnnie w jednym z odcinków wcześniej wspomnianego serialu Czarodziei z Waverly Place.

## Filmografia
| Role główne lub pierwszoplanowe | Role główne lub pierwszoplanowe     | Role główne lub pierwszoplanowe | Role główne lub pierwszoplanowe |
| Rok                             | Tytuł                               | Rola                            | Notatki                         |
| ------------------------------- | ----------------------------------- | ------------------------------- | ------------------------------- |
| 2009                            | Wizards on Deck with Hannah Montana | Theresa Russo                   |                                 |
| 2009                            | Czarodzieje z Waverly Place: Film   | Theresa Russo                   |                                 |
| 2007-2011                       | Czarodzieje z Waverly Place         | Theresa Russo                   | Serial                          |
| 1991                            | Key West                            | Fig                             |                                 |
| Role drugoplanowe               |                                     |                                 |                                 |
| Rok                             | Tytuł                               | Rola                            | Notatki                         |
| 2016                            | Bóg nie umarł 2                     | Catherine Thawley               | Dramat                          |
| 2010                            | Camp Rock 2: Wielki finał           | Connie Torres                   | Film muzyczny                   |
| 2008                            | Camp Rock                           | Connie Torres                   | Film muzyczny                   |